# 박지일 (1975년)
박지일(朴志一, 1975년 ~ )은 대한민국의 시민사회 운동가, 기자, 작가, 영화 스포츠 에이전트이다.

## 생애
일본에서는 오사카와 오이타에서 시민 운동을 했으며 태국 방콕에서는 탐마삿 대학교에서 연구하며 밤업소 종사자 성적소수자들의 인권 운동하며 네이션지에 기고활동을 했다.
일본 비영리기구(NPO) 앤서아시아 (Answer Asia) 대표로 일본 시민단체 역사상 최초의 외국인 대표 설립자다. 일본 뉴스 전문 인터넷 매체, 뉴스재팬의 대표직도 맞고있다. 2001년에는 아시아체육기자연맹, 2002년에는 한국 영화의 해외 마케터로 프랑스 칸, 이태리 베니스, 밀라노 등 해외 영화제들에서 활동했다.
장애인 인권 현실에 관심이 많아 연세대학교 재학 시절 장애인 인권 동아리 '게르니카'에서 활동했으며 일본 장애인 영화 '위닝패스' 와 애니메이션 '동그리의 집'에 참여하기도 했다. 동시에 재일교포 추성훈을 무명때부터 이끈 에이전트였으며 추성훈의 진실이라는 인터넷 글에서는 주인공으로 등장하기도 한다.
대학원을 졸업한 2005년에는 리츠메이칸 아시아 태평양 대학교(APU)에서 교수직 제의를 받고 강의계획서와 조교까지 선정한 상태에서 갑자기 태국으로 가야겠다며 태국의 시민 교육에 나선 사건은 APU 학생들 사이에 유명한 일화다. 또한 일본 T기업 부속 재단이 비영리기구 앤서아시아와 뉴스재팬에 활동 지원금과 연구비 명목으로 일본 오사카서울회를 통해 자금 지원 의사를 밝혔으나 의도가 있는 자금은 싫다며 거절해 화제를 끌기도 했다.
일본 매체 JANJAN과 미우라 히로키 한국관광대 전임강사는 법제도와 기술을 사용해 국가를 넘어 활동하는 박지일의 시민 운동에 대해 3만여개의 일본 NPO 중 최초의 사례이며 매우 신선한 방식이라고 평했으며, 또한 연예와 문화 분야를 넘어선 일본의 시민 사회 운동 분야에까지 '한류'가 불고 있다는 평가도 내렸다.

## 학력
- 보성고등학교
- 연세대학교 신문방송학과
- 고려대학교 신문방송학과
- 머레이 주립대학교 (Murray State University) TV & Radio
- 간사이 외국어 대학교 (関西外国語大学, Kansai Gaidai) Asian Studies
- 리쓰메이칸 아시아 태평양 대학교 (立命館アジア太平洋大学, Ritsumeikan Asia Pacific University) Asia Pacific Studies (MS)
- 탐마삿 대학교 (มหาวิทยาลัยธรรมศาสตร์, Thammasat University) Society

## 저서
- 2007년 - 《추인가 아키야마인가 - 적인가 녹인가》 / 박지일 / GPRESS

## 참고 문헌
- "내가 만난 사람들 208호"[깨진 링크(과거 내용 찾기)] - 교민신문
- ‘논란의 중심’ 박지일 씨 인터뷰 - 미디어다음
- "아시아 단결 못하면, 세계무대서 도태될 것" - 오마이뉴스
- "일본시민사회 프런티어"[깨진 링크(과거 내용 찾기)] - 시민사회신문
- "韓国人、アジアの平和を目指して日本でＮＰＯ法人設立" - JANJAN
- 일본 좌 우익 논조 비교 사이트 눈길 - 오마이뉴스
- "ニュース・ジャパン、バンコク発、韓国語ネット新聞 -日韓の新しい交流の場に-" 보관됨 2012-01-14 - 웨이백 머신
- 「親日」「反日」超え日本報道　韓国ネット新聞人気